# Países Bajos en los Juegos Olímpicos de Salt Lake City 2002
Los Países Bajos estuvieron representados en los Juegos Olímpicos de Salt Lake City 2002 por un total de 27 deportistas que compitieron en 4 deportes.  
La portadora de la bandera en la ceremonia de apertura fue la deportista de snowboard Nicolien Sauerbreij.

## Medallistas
El equipo olímpico neerlandés obtuvo las siguientes medallas:
| Nombre            | Deporte               | Competición |
| ----------------- | --------------------- | ----------- |
| Oro               |                       |             |
| Gerard van Velde  | Patinaje de velocidad | 1000 m M    |
| Jochem Uytdehaage | Patinaje de velocidad | 5000 m M    |
| Jochem Uytdehaage | Patinaje de velocidad | 10 000 m M  |
| Plata             |                       |             |
| Jan Bos           | Patinaje de velocidad | 1000 m M    |
| Jochem Uytdehaage | Patinaje de velocidad | 1500 m M    |
| Gianni Romme      | Patinaje de velocidad | 10 000 m M  |
| Renate Groenewold | Patinaje de velocidad | 3000 m F    |
| Gretha Smit       | Patinaje de velocidad | 5000 m F    |
| Bronce            |                       |             |
| —                 |                       |             |